# Prexaspes vittata
Prexaspes vittata är en insektsart som först beskrevs av Salvador de Toledo Piza Júnior 1985.  Prexaspes vittata ingår i släktet Prexaspes och familjen Pseudophasmatidae. Inga underarter finns listade i Catalogue of Life.